# Peyrilhac
Peyrilhac (okzitanisch: Pairilhac) ist eine französische Gemeinde mit 1.356 Einwohnern (Stand: 1. Januar 2022) im Département Haute-Vienne in der Region Nouvelle-Aquitaine. Sie gehört zum Arrondissement Limoges und ist Mitglied im Gemeindeverband Communauté urbaine Limoges Métropole. Die Einwohner werden Peyrilhacois und Peyrilhacoises genannt.

## Geografie
Peyrilhac liegt im Limousin etwa 16 Kilometer nordwestlich von Limoges. Umgeben wird Peyrilhac von den Nachbargemeinden Chamboret im Norden, Nantiat im Nordosten, Saint-Jouvent im Osten, Nieul im Südosten, Saint-Gence im Süden, Veyrac im Süden und Südwesten, Oradour-sur-Glane im Südwesten sowie Cieux im Westen und Nordwesten.
Am Ostrand der Gemeinde verläuft die Route nationale 147. 

## Bevölkerungsentwicklung

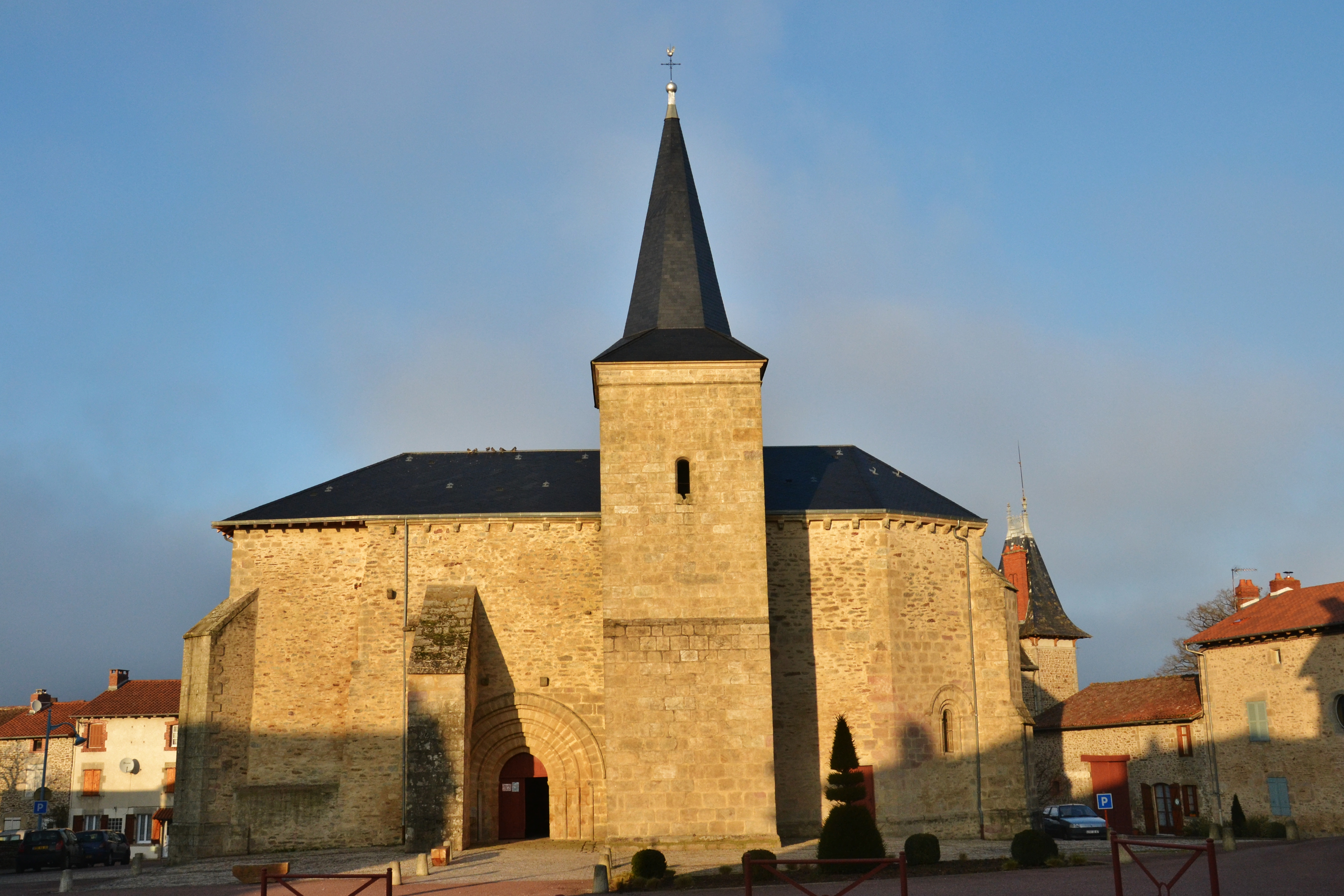
Pfarrkirche Saint-Léger

| Jahr                       | 1962 | 1968 | 1975 | 1982 | 1990 | 1999 | 2006 | 2012 | 2020 |
| Einwohner                  | 1131 | 1111 | 913  | 1098 | 1067 | 1069 | 1157 | 1229 | 1307 |
| Quellen: Cassini und INSEE |      |      |      |      |      |      |      |      |      |

## Sehenswürdigkeiten
- Pfarrkirche Saint-Léger aus dem 13. Jahrhundert, birgt zahlreiche Ausstattungsgegenstände, die in der Base Palissy gelistet sind, darunter eine große Anzahl, die als Monument historique der beweglichen Objekte eingeschrieben sind.
- Schloss La Mothe aus dem 14. Jahrhundert
- Schloss Trachaussade aus dem 17. Jahrhundert
- Schloss Le Breuil aus dem 17. Jahrhundert
- Schloss Queyroix aus dem 17. Jahrhundert
- Herberge Conore aus dem 18. Jahrhundert
- Markthalle aus dem 18. Jahrhundert

## Persönlichkeiten
- Paul Gavarni (1804–1866), französischer Zeichner, Grafiker und Karikaturist, Eigentümer von Schloss Trachaussade

## Gemeindepartnerschaft
Mit der spanischen Gemeinde Larraga in der Region und Provinz Navarra besteht eine Partnerschaft.